# 圣塞巴斯蒂昂-杜什卡鲁什
圣塞巴斯蒂昂-杜什卡鲁什是葡萄牙贝雅区的一个堂区。总面积71.76平方公里，总人口300人，人口密度4.2人/平方公里。